# Clara Khoury
Pour les articles homonymes, voir Khoury.
Clara Khoury (en hébreu :  קלרה חורי ; en arabe : كلارا خوري), née le 29 décembre 1976 à Haïfa, est une actrice arabe israélienne chrétienne.
Elle se produit au cinéma, à la télévision et au théâtre, et joue en arabe, hébreu, anglais et français.

## Biographie
Fille du célèbre acteur Makram J. Khoury et sœur de Jamil Khoury, également acteur, Clara a étudié le cinéma à l’Université ouverte de Tel Aviv et le théâtre à l’école de théâtre Beit Zvi. Elle a joué sur scène des rôles très variés, y compris les rôles principaux dans Antigone de Jean Anouilh, La Ménagerie de verre de Tennessee Williams et Salomé d’Oscar Wilde, en arabe, hébreu et anglais.
Visage familier en Israël et en Palestine, ses prestations récentes à la télévision comprennent la série Parashat Hashavua (Parasha de la semaine), écrite par Ari Folman, réalisateur du film Valse avec Bachir, nommé pour l’Oscar du meilleur film en langue étrangère, et la série cinglante et sans complaisance Avoda Aravit (Arab Labor, Travail d’Arabe) écrite par Sayed Kashua.
Elle débute à l’écran en 2002 dans le film Le mariage de Rana, un jour ordinaire à Jérusalem de Hany Abu-Assad (réalisateur de Paradise Now, nommé pour l’Oscar du meilleur film en langue étrangère) , présenté en avant-première à la Semaine internationale de la critique du Festival de Cannes et qui lui vaut le Prix de la meilleure actrice dans le rôle de Rana au Festival international du film de Marrakech.
En 2005, elle obtient la reconnaissance internationale pour son rôle dans La Fiancée syrienne, mettant en scène une jeune femme druze qui va perdre sa famille en contractant un mariage arrangé avec un Syrien. Réalisé par Eran Riklis (Les Citronniers), ce film obtient le Prix du public au Festival international du film de Locarno.
Récemment, Clara a joué dans Lipstikka, un drame psychologique israélo-britannique de Jonathan Sagall, en compétition à la Berlinale 2011. Au Théâtre arabe Al-Midan de Haïfa, elle se  produit dans l’adaptation par Juliano Mer-Khamis du film La Jeune Fille et la Mort, réalisé en 1994 par Roman Polanski à partir de la pièce de théâtre homonyme de l’auteur chilien Ariel Dorfman.
Clara Khoury partage son temps entre Tel Aviv et Londres et, quand elle n’est pas face à la caméra ou sur la scène, elle enseigne le théâtre en Cisjordanie.

## Filmographie

### Cinéma
- 2012 : Héritage (Inheritance) de Hiam Abbass : Salma
- 2011 : Lipstikka de Jonathan Sagall : Lara
- 2009 : Dusty Road de Rukaya Sabbah : Suha
- 2008 : Mensonges d'État de Ridley Scott : La femme de Bassam
- 2007 : Vie amoureuse de  Maria Schrader : Shira
- 2006 : Forgiveness[3] d’Udi Aloni : Lila
- 2004 : La Fiancée syrienne d’Eran Riklis : Mona
- 2002 : Le mariage de Rana, un jour ordinaire à Jérusalem de Hany Abu-Assad : Rana

### Télévision
- 2012 : Homeland : Fatima Ali
- 2009 : Revivre (mini-série) de Haim Bougazlo : Layla
- 2006-2009 : Parashat Ha-Shavua (Parasha de la semaine), créé par Anat Asulin, Rani Blair : Manar El Nashaf
- 2008 : Kavanot Tovot (hébreu כוונות טובות, Bonnes intentions, série TV), réalisé par Uri Barbash : Amal Fauzi
- 2008 : Arab Labor, écrit par Sayed Kashua : Bushra
- 2004 : Maktub, réalisé par Avi Mussel : Maha
- Papadizi, réalisé par Ori Sivan (en)
- The Police Man, réalisé Ram Levi

## Théâtre
- 2010 : La Jeune Fille et la Mort de Juliano Mer-Khamis : Paulina
- 2007 : Hebron de Tamir Grinberg, mise en scène d’Oded Kotler, coproduction Habima-Cameri Theatre, Tel Aviv : Rania Cana'ani[4]
- 2006 : Period of Adjustment de Dedi Baron : Isabel
- 2005 : Cruel and Tender d’Artor Cogan : Laela
- 2005 : Salomé d’Ofira Henig : Salomé
- 2004 : La Ménagerie de verre de Muneer Bakri : Loura
- 2003 : Gilgamesh, He is not Dead de François Abou Salem, d’après l’Épopée de Gilgamesh : Houmbaba
- 2002 : Antigone de Gedalia Beser : Antigone
- 2002 : Tiger At The Gate d’Ido Riklin : Andromaque